# Panarítis
Panarítis (Panaritis) är en ort i Grekland.   Den ligger i prefekturen Nomós Argolídos och regionen Peloponnesos, i den södra delen av landet, 90 km väster om huvudstaden Aten. Panarítis ligger 62 meter över havet och antalet invånare är 563.
Terrängen runt Panarítis är kuperad åt nordost, men åt sydväst är den platt. Runt Panarítis är det tätbefolkat, med 257 invånare per kvadratkilometer. Närmaste större samhälle är Argos, 7,9 km väster om Panarítis. Trakten runt Panarítis består till största delen av jordbruksmark.